# Liste der Naturschutzgebiete im Kreis Kleve
Die Liste der Naturschutzgebiete im Kreis Kleve enthält die Naturschutzgebiete des Kreises Kleve in Nordrhein-Westfalen.

## Liste
| Kennung | Gebietsname                                                            | Gemeinde(n)                | Fläche in ha                                          | Bild                                 |
| ------- | ---------------------------------------------------------------------- | -------------------------- | ----------------------------------------------------- | ------------------------------------ |
| KLE-001 | Kranenburger Bruch (siehe De Gelderse Poort)                           | Kranenburg                 | 116,3265                                              | weitere Bilder                       |
| KLE-002 | Düffel – Kellener Altrhein und Flussmarschen (siehe De Gelderse Poort) | Kleve, Kranenburg          | 3809,1764                                             | weitere Bilder                       |
| KLE-003 | Naturschutzgebiet Grietherorter Altrhein                               | Rees                       | 508,0085                                              | weitere Bilder                       |
| KLE-004 | Salmorth (siehe De Gelderse Poort)                                     | Kleve                      | 1048,8066                                             | weitere Bilder                       |
| KLE-005 | Fleuthkuhlen                                                           | Geldern, Issum             | 578,6828                                              | weitere Bilder                       |
| KLE-006 | Knauheide                                                              | Emmerich am Rhein          | 29,9441                                               | weitere Bilder                       |
| KLE-007 | Caenheide und Mittlere Niersaue                                        | Straelen, Wachtendonk      | 369,43                                                |                                      |
| KLE-009 | Heronger Buschberge, Wankumer Heide                                    | Straelen, Wachtendonk      | 613,1251                                              | Natur pur am Niederrhein             |
| KLE-010 | Botzelaerer Meer                                                       | Kalkar                     | 25,0061                                               | NSG Botzelaerer Meer                 |
| KLE-011 | Vorster Feld                                                           | Wachtendonk                | 25,6039                                               |                                      |
| KLE-012 | Emmericher Ward                                                        | Emmerich am Rhein          | 308,6360                                              | weitere Bilder                       |
| KLE-013 | Hetter-Millinger Bruch                                                 | Emmerich am Rhein, Rees    | 634,2050                                              | weitere Bilder                       |
| KLE-014 | Bienener Altrhein, Millinger Meer und Hurler Meer                      | Emmerich am Rhein, Rees    | 634,0220                                              | weitere Bilder                       |
| KLE-015 | Untere Nuthseen                                                        | Goch                       | 16,9407                                               | weitere Bilder                       |
| KLE-016 | Wilde und Zahme Nuth                                                   | Goch                       | 9,3822                                                |                                      |
| KLE-017 | Mühlenbruch                                                            | Goch                       | 14,1813                                               | weitere Bilder                       |
| KLE-018 | Veengraben                                                             | Goch                       | 13,2888                                               |                                      |
| KLE-019 | Niersaltarme und Mühlenteiche                                          | Goch                       | 3,9532                                                | NSG Niersaltarme und Mühlenteiche    |
| KLE-020 | Uedemer Hochwald (siehe Uedemer Hochwald)                              | Uedem                      | 424,5763                                              |                                      |
| KLE-021 | Hangmoor Damerbruch                                                    | Straelen                   | 70,6106                                               |                                      |
| KLE-022 | Wisseler Dünen                                                         | Kalkar                     | 79,4236                                               | weitere Bilder                       |
| KLE-023 | Uedemer Bruch                                                          | Uedem                      | 122,9288                                              |                                      |
| KLE-024 | Erlenbruchwald-Kalbeck                                                 | Weeze                      | 9,2725                                                |                                      |
| KLE-025 | Niersaltarm bei Weeze                                                  | Weeze                      | 21,9987                                               |                                      |
| KLE-026 | Niersseitenarme und Niersmoräste bei Hüdderath                         | Weeze                      | 19,4917                                               |                                      |
| KLE-027 | Kalbecker Torfkuhlen                                                   | Weeze                      | 5,8332                                                |                                      |
| KLE-028 | Empeler Meer                                                           | Rees                       | 6,0675                                                | Empeler Meer                         |
| KLE-029 | Übergangsmoor in der Wittenhorster Heide                               | Rees                       | 8,8576                                                |                                      |
| KLE-030 | Altrhein Reeser-Eyland                                                 | Rees                       | 38,4720                                               | weitere Bilder                       |
| KLE-031 | Hübsche Grändort                                                       | Rees                       | 132,26                                                |                                      |
| KLE-032 | Sonsfeldsches Bruch, Hagener Meer und Düne                             | Rees                       | 48,1992                                               |                                      |
| KLE-033 | Deichvorland bei Grieth mit Kalflack                                   | Kalkar, Kleve, Bedburg-Hau | 505                                                   | weitere Bilder                       |
| KLE-034 | Blink                                                                  | Issum                      | 4,7541                                                | weitere Bilder                       |
| KLE-035 | Torfkuhlen Brückerheide                                                | Issum                      | 10,1462                                               |                                      |
| KLE-036 | Schmahlkuhl                                                            | Geldern                    | 22,7564                                               |                                      |
| KLE-037 | Holter Bruch                                                           | Straelen                   | 8,4278                                                |                                      |
| KLE-038 | Steprather Heide                                                       | Geldern                    | 3,9728                                                |                                      |
| KLE-039 | Feuchtwald bei Haus Steprath                                           | Geldern                    | 0,6226                                                |                                      |
| KLE-040 | Feuchtgebiet Vlassrath                                                 | Straelen                   | 21,2362                                               |                                      |
| KLE-041 | Hingstberg                                                             | Kranenburg                 | 6,8200                                                | weitere Bilder                       |
| KLE-042 | Quellen am Stoppelberg (siehe Klever Reichswald)                       | Kleve                      | 2,8600                                                | weitere Bilder                       |
| KLE-043 | Geldenberg (siehe Klever Reichswald)                                   | Goch, Kleve, Kranenburg    | 582,6400                                              | weitere Bilder                       |
| KLE-044 | Wolfsberg                                                              | Kranenburg                 | 3,9300                                                | weitere Bilder                       |
| KLE-045 | Die Moiedtjes                                                          | Emmerich am Rhein          | 30,7154                                               | weitere Bilder                       |
| KLE-046 | Staatsforst Rheurdt/Littard                                            | Rheurdt                    | 144,4678                                              |                                      |
| KLE-047 | Issumer Fleuth                                                         | Geldern, Kevelaer          | 11,1364                                               |                                      |
| KLE-048 | Streußelbruch                                                          | Kevelaer                   | 20,0                                                  |                                      |
| KLE-049 | Hoenselaersche Bruch                                                   | Kevelaer                   | 18,7                                                  |                                      |
| KLE-050 | An der Horst                                                           | Kevelaer                   | 31,9                                                  |                                      |
| KLE-051 | Hestert                                                                | Kevelaer                   | 4,5                                                   |                                      |
| KLE-052 | Fleuthbenden                                                           | Kevelaer                   | 37,6421                                               | weitere Bilder                       |
| KLE-053 | Naturschutzgebiet Aspeler-Schmales Meer                                | Rees                       | 23,3787                                               | weitere Bilder                       |
| KLE-054 | Haffensche Landwehr–Sonsfeldsche Weiden                                | Rees                       | 164,7722                                              |                                      |
| KLE-055 | Lange Renne                                                            | Rees                       | 13,1111                                               |                                      |
| KLE-056 | Bellinghover Meer                                                      | Rees                       | 5,9752                                                |                                      |
| KLE-057 | Abgrabungsseen Lohrwardt und Reckerfeld                                | Rees                       | 192,0239                                              |                                      |
| KLE-058 | Kermisdahl                                                             | Kleve                      | 3,4204                                                | Kermisdahl                           |
| KLE-059 | Moyländer Bruch                                                        | Bedburg-Hau                | 59,1317                                               | weitere Bilder                       |
| KLE-060 | Hafen Dornick (einstweilig sichergestellt, VO gültig bis 9.6.2017)     | Emmerich am Rhein, Rees    | 38,1278                                               | Hafen Dornick                        |
| KLE-061 | Rheurdt-Schaephuysener Kuhlenzug                                       | Rheurdt                    | 88,9710                                               | NSG Rheurdt-Schaephuysener Kuhlenzug |
| KLE-062 | Stender Benden                                                         | Kerken                     | 99,8722                                               |                                      |
| KLE-063 | Schlootkuhlen                                                          | Wachtendonk                | 18,6853                                               |                                      |
| KLE-064 | Heronger Heide                                                         | Straelen                   | 210,7709                                              |                                      |
| KLE-065 | Dornicksche Ward                                                       | Emmerich am Rhein          | noch unklar: 142 (laut VO) oder 211,2957 (laut LANUV) | weitere Bilder                       |

## Ehemalige NSG-Kennungen und -Namen
| Kennung | Gebietsname                                                           | Gemeinde(n)             | Erläuterung |
| ------- | --------------------------------------------------------------------- | ----------------------- | --- |
| KLE-007 | Caenheide                                                             | Straelen, Wachtendonk   | erweitert und umbenannt in „Caenheide und Mittlere Niersaue“ (KLE-007)                                                                          |
| KLE-008 | Niersaue bei Wachtendonk                                              | Straelen, Wachtendonk   | aufgegangen im NSG „Caenheide und Mittlere Niersaue“ (KLE-007)                                                                                  |
| KLE-020 | Krickenbecker Seen (KLE) bzw. (Lungen)Enzianvorkommen, Orchideenwiese | Straelen, Wachtendonk   | aufgegangen im NSG „Heronger Buschberge, Wankumer Heide“ (KLE-009); Kennung KLE-020 wurde neu vergeben (anderes Gebiet)                         |
| KLE-031 | Abgrabungsseen Loh(r)wardt und Reckerfeld, Hübsche Grändort           | Rees                    | aufgeteilt: verkleinert und umbenannt in „Hübsche Grändort“ (KLE-031), zusätzlich neues NSG „Abgrabungsseen Lohrwardt und Reckerfeld“ (KLE-057) |
| KLE-033 | Deichvorland bei Grieth                                               | Kalkar, Kleve           | erweitert und umbenannt in „Deichvorland bei Grieth mit Kalflack“ (KLE-033)                                                                     |
| KLE-0?? | Linksrheinisches Deichvorland bei Emmerich                            | Kalkar, Kleve           | aufgegangen im NSG „Deichvorland bei Grieth mit Kalflack“ (KLE-033)                                                                             |
| KLE-0?? | Reeserward                                                            | Rees                    | aufgegangen im NSG „Grietherorter Altrhein“ (KLE-003)                                                                                           |
| KLE-0?? | Alter Rhein bei Bienen Praest, Millinger/Hurler Meer                  | Emmerich am Rhein, Rees | Abfolge unklar: erweitert und/oder aufgeteilt und/oder umbenannt in „Bienener Altrhein, Millinger Meer und Hurler Meer“ (KLE-014)               |
| KLE-0?? | Waldkomplex Oberer Schmalkuhler Graben                                | Geldern                 | umbenannt in bzw. aufgegangen im NSG „Schmahlkuhl“ (KLE-036)                                                                                    |
| KLE-0?? | Nasswiese bei Vlassrath und Kinderb(r)oe(k)sken                       | Straelen                | umbenannt in bzw. aufgegangen im NSG „Feuchtgebiet Vlassrath“ (KLE-040)                                                                         |
| KLE-0?? | Moyländer Graben                                                      | Bedburg-Hau             | unklar: umbenannt in „Moyländer Bruch“ (KLE-059) oder eventuell nur Entwurfsversion des NSG-Namens                                              |